# 重点进攻
重點進攻，是第二次国共内战中華民國國民政府於1947年采取的战略，指重点进攻中国共产党控制的山东和陕北。中華民國國軍采取该战略以取代1946年采用的「全面进攻」战略。国军「重点进攻」最终遭到失败，國軍被迫转入「重點防禦」。
在重点进攻中，国军在陕北战场占领共產黨根據地延安和在山东战场发生的孟良崮戰役等均为第二次国共内战中的著名军事行动。

## 起因
第二次國共內戰爆發後，起初中國國民黨取得全面軍事優勢，國軍攻占了大片中共解放区，但國軍始终未能有效歼灭中國人民解放军，反不断遭受重大损失，大量武器装备被解放军缴获，部队或倒戈或被俘投降。兩軍實力逐渐接近平衡。自從1946年國軍全面進攻中共解放區失敗後，導致國軍正式採取「重点进攻」策略。

## 經過
國軍在損失66個旅、71萬人後，被迫停止全面進攻解放區，改為重點進攻陝北（政治重點）與山東（軍事重點），出動兵力為34個旅25萬人:8311。而其中的延安更是策略的重點目標。
1946年11月，國軍一線進攻部隊總計212個整編旅或相當於整編旅的未整編師，部署如下：
用於進攻華東陳毅粟裕，66個整編旅；
用於進攻晉冀魯豫劉伯承，37個整編旅；
用於進攻晉察冀聶榮臻，23個師（未整編）；
用於進攻東北林彪，20個師（未整編）；
用於包圍陝甘寧毛澤東、朱德、彭德懷，21個整編旅；
用於包圍並進攻晉綏賀龍，21個整編旅。
剩餘24個旅機動調遣同時掃蕩解放軍地方部隊。

### 山東戰場
1947年1月，國軍進指陳毅部於魯南，由徐州綏靖公署主任薛岳指揮:313。1月2日傍晚，山東野戰軍集中蘇北、魯中8個師，約7萬兵力，分左右兩路發起魯南戰役，戰至1月4日下午3時，先後攻克卞莊、向城、蘭陵等40餘重要據點，殲滅國軍整編第二十六師（師部及第四十四、第一六九2個旅）和第一快速縱隊，以及整編第二十八師之第八十旅、直屬炮兵第五團、戰車營等；魯南戰役第一階段結束:8253。1月9日，中共山東野戰軍猛攻棗莊；激戰至1月12日，攻佔外圍陣地:8261。1月20日，山東野戰軍經10日激戰，是日攻佔棗莊，殲滅國軍整編第五十一師8,000餘人，俘師長周毓英；自1月2日開始之嶧棗戰役結束，共殲滅國軍2個整編師、1個快速縱隊，5萬餘人:8271。1月26日，為影響即將在莫斯科召開之蘇、美、英三國外長會談，蔣介石制訂「魯南會戰」計劃；集中23個整編師，53個旅，共31萬餘兵力，分由隴海鐵路徐州至海州段、津浦鐵路徐州至濟南段，及膠濟鐵路中段三方面向魯南進攻，圖與華東野戰軍在臨沂地區決戰:8272。1月31日，國軍發動魯南會戰，以臨沂為中心目標；整編第十九軍軍長歐震指揮8個整編師20個旅，自隴海鐵路向北行動，採取穩紮穩打、步步為營戰法推進:8275。
2月2日上午，蔣介石專機飛徐州，布置「魯南會戰」，責令前方將領「把握機會，督率所部前進」；下午原機飛返南京:8278。2月3日，中共華東野戰部隊正式合編為華東野戰軍，陳毅任司令員兼政治委員，粟裕任副司令員，總兵力達30萬人:8279。2月8日，第二綏靖區副司令李仙洲指揮9個師（旅）參加魯南會戰，自膠濟鐵路南下，佔領新泰、顏莊、萊蕪等地，企圖與南線部隊夾擊華東野戰軍:8282。2月間，雖然陳誠親赴徐州指揮（以20个旅从苏北，以3个军从鲁中，两面夹击临沂），激戰半月，臨沂遂告克服，陳毅終告撤退:313-314。2月15日，國軍佔領中共華東局與華東軍區總部所在地臨沂:8288。2月19日，山東國軍佔領棗莊、巨野:8292。
華東野戰軍佯败于南线国军，弃守臨沂。2月15日，華東野戰軍主力日前已秘密北移，準備圍殲李仙洲部:8288。2月16日，山東國軍李仙洲部因態勢突出，懼怕被殲，自新泰後撤，2月17日又因南京嚴令而重佔新泰:8289。2月19日，陳誠、王耀武判明華東野戰軍有圍攻新泰、萊蕪之意圖，又令李仙洲兵團後撤:8292。2月20日，華東野戰軍8個縱隊發起萊蕪戰役，次日包圍萊蕪城:8293。2月23日，華東野戰軍於萊蕪、吐絲口間設陣全殲困於萊蕪突圍中之李仙洲部，並在青石關殲滅第七十三軍軍長韓浚部5,000餘人，俘虜獲李仙洲及韓浚；萊蕪戰役結束，國軍共被殲2個軍7個師（旅）5.6萬餘人:8295。2月下旬陳毅部反於萊蕪區，將李仙洲部包圍解決:314。2月24日下午4時，蔣乘專機飛抵濟南，在王耀武司令部召集有關軍事人員舉行會議，研討山東戰局:8295。2月25日下午，蔣返回南京，召集軍事將領檢討萊蕪戰役失敗之原因:8295。
3月7日，國軍發起對山東解放區重點進攻；顧祝同在徐州指揮，以湯恩伯第一兵團18萬人為南線，王敬久第二兵團、歐震第三兵團20萬人為西線，企圖與華東野戰軍在魯中山區決戰，或壓迫其北渡黃河:8305-8306。3月19日、3月24日，顧祝同連續下達作戰命令進攻山東解放區，稱：「國軍決先掃蕩黃河右岸亘津浦鐵路沿線之共軍，打通津浦路中段，遮斷陳、劉之聨絡，誘使共軍主力於當面而擊破之。」，「我軍決於打通津浦路之同時，急襲費縣梁邱城前泗水一帶山地之共軍而殲滅之，於3月底前打通臨沂、費縣、太平邑、卞橋、泗水、曲阜之公路，準備爾後之攻勢。」:8316
4月1日，國軍佔領泰安，打通津浦鐵路徐州至濟南段，隨即向魯中山區推進:8324。4月6日，國軍繼續向山東實施重點進攻；湯恩伯、王敬久、歐震3個兵團，共13個整編師、34個旅約25.5萬人，沿臨沂至泰安線，向北並進，重心在魯中之新泰、蒙陰地區，企圖聚殲華東野軍於沂蒙山區:8329。至4月中旬，國軍在西線打通津浦路兗州至濟南段，在南線佔領魯南山區，打通臨兗公路，兩路齊向魯中進攻:8306。4月22日，華東野戰軍進攻山東泰安國軍守軍，當夜相繼佔據泰安四周據點，包圍泰安城；4月25日黃昏總攻，4月26日上午，華東野戰軍於泰安大捷，殲滅國軍整編第七十二師師部及新編第十三旅、第十四旅共2萬餘人，俘中將師長楊文泉，少將旅長楊本固、李則堯、少將副旅長宋竹青、少將參謀長韓明、劉新甫等官兵1.5萬餘人:8338-8339。4月26日，華東野戰軍攻克泰安，殲滅國軍整編第七十二師主力2.4萬餘人；蔣以泰安守軍第七十二師失利，再電陸軍總司令顧祝同，指示沂蒙地區作戰要旨:8342。4月28日，國軍佔領蒙陰；陸軍總司令部判斷華東野戰軍被迫後撤，5月10日下令各部進攻魯中山區:8343。
5月1日，山東國軍整編第十一師及整編第六十五師進佔新泰:8346。5月6日，山東國軍再佔泰安:8349。5月10日，魯南國軍歐震兵團進佔萊蕪，魯西國軍進佔東阿，陸軍總司令顧祝同下令對華東野戰軍發起全面攻擊:8352。5月13日，蔣決定在山東發起全面攻勢，命令湯恩伯部佔莒縣、沂水，歐震部佔南麻，王敬久部佔淄川、博山，目的為包圍殲滅淄博山地中共部隊:8353。
5月11日，山東國軍南線湯恩伯部自蒙陰沿沂蒙公路北進，直指坦埠附近華東野戰軍司令部:8352。5月12日，湯恩伯部整編第七十四師進攻沂蒙山區，佔領黃佛寨、佛山、三角山等要點:8353。5月15日，南京調9個師增援整編第七十四師，下令其固守，企圖與華東野戰軍決戰；華東野戰軍在孟良崮一帶包圍整編第七十四師:8354。5月16日，國軍各路援軍均被阻於孟良崮附近；華東野戰軍發起對孟良崮總攻，至下午5時，全殲整編第七十四師3.3萬人:8355。國軍第七十四師張靈甫，覆沒於孟良崮，師長張靈甫等集體自戕:314。為第二次國共內戰中表現最現最悲壯一幕，綜計當時國軍投入於中原戰場的，凡50萬人以上，但所得戰果，並不如理想:314。5月19日，蔣飛徐州，與顧祝同研討山東軍事，決定各部暫駐原防，全面整訓，改正戰術，準備最後決戰:8356。
5月22日，中共中央軍委電示陳毅、粟裕、譚震林：「現在全國戰場除山東外均已採取攻勢」，「而山東方面的作戰方法，是集中全部主力於濟南、臨沂、海州之線以北地區，準備用六七個月時間，六七萬人傷亡，各個殲滅該線之敵。該線擊破之日，即是全局大勝之時，爾後一切作戰均將較為順利。」:8359
6月25日，山東國軍經過40餘天休整後，開始魯中第三期會戰計劃，以9個師25個旅兵力，由萊蕪、新泰、蒙陰、青駝寺、葛溝、湯頭一線，採取密集平推、穩紥穩打、步步為營之戰法，再度進攻魯中山區；第一兵團司令范漢杰指揮4個師主要突擊南麻方向:8374。6月29日，中共中央軍委指示華東野戰軍：「蔣軍毫無出路，被迫採取胡宗南在陝北之戰術，集中六個師於不及百里之正面向我前進。此種戰術除避免被殲滅及騷擾居民外，毫無作用，而其缺點則是兩翼及後路異常空虛，給我以放手殲擊之機會。……敵正面既然絕對集中兵力，我軍便不應繼續採取集中兵力的方針，而應改取分路出擊其後方之方針。」:8376。6月30日，華東野戰軍決定分兵出擊：葉飛、陶勇率第一、第四縱隊（外線部隊路南兵團）出擊魯南，陳士榘、唐亮率第三、第八、第十縱隊（外線部隊路北兵團）出擊魯西，野司率4個縱隊在正面待機；次日各部開始行動:8376-8377。解放軍最終戰勝。
7月2日，國軍佔領沂蒙山區華東野戰軍後方基地南麻:8378。7月4日，國軍調集3個師1個旅，組成第二兵團，由王敬久指揮，自隴海鐵路北援魯西南，企圖與原在該地之3個師一起，堵住被晉冀魯野戰軍突破之缺口:8379。
7月7日，華東野戰軍外線部隊路南兵團攻克魯南費縣縣城:8380。7月8日，華東野戰軍外線部隊路北兵團佔領泰安:8383。7月9日，華東野戰軍又佔棗莊、嶧縣等城，佔領津浦鐵路東緃橫300里之地區:8380。7月10日，國軍范漢傑部佔領魯中沂水、東里店:8381。同日，華東野戰軍外線部隊路北兵團佔領平陽、肥城:8383。7月13日，國軍在魯中停止進攻，調7個師回援魯西，留4個師固守要點:8382。7月14日，華東野戰軍外線部隊路北兵團佔大汶口:8383。路南兵團第一縱隊攻滕縣不克:8386。7月15日，路北兵團第十縱隊攻汶上不利；7月16日，路北兵團第三縱隊攻濟寧，因敵情不明，連攻三夜未果:8384。7月17日，路南兵團第四縱隊攻鄒縣未果；7月18日，路南兵團第一縱隊與第四縱隊合攻滕縣:8386。
7月17日，華東野戰軍內線部隊4個縱隊圍攻南麻國軍整編第十一師；因連日暴雨，加之守軍頑抗，形成僵持狀態:8384。7月19日，國軍4個旅開始增援:8384。7月20日，因由魯中回援之國軍已近，路南兵團第一縱隊與第四縱隊撤出戰鬥，東返魯中；路南兵團第一縱隊與第四縱隊因受暴雨及回援國軍所阻，主力折而向西:8386。同日，蔣命令駐昌濰地區整編第八師：「應立即攻佔臨朐，向南麻進擊，牽制共軍之攻擊。」:83867月21日，國軍4個旅突破阻援部隊陣地；華東野戰軍於7月21日晚停止對南麻攻擊，撤出戰鬥:8384。
7月24日，華東野戰軍內線部隊轉移北上途中攻擊臨朐國軍第八軍；因遇暴雨，部隊疲勞，攻擊數次未果，而國軍援軍迫近:8388。7月27日，蔣三次致電李彌，其中稱：「據空軍報稱，第八師擬於本午放棄臨朐，聞之不勝繫念。我第九師、第六十四師今已由悅莊出發，明日可到達臨朐夾擊殘匪。如我放棄臨朐，則戰略上將受重大影響，希飭固守。」:8389。7月30日晚，華東野戰軍內線部隊撤出戰鬥，轉移休整:8386。南麻、臨朐兩役，華東野戰軍傷亡減員共2.1萬餘人，未達預期作戰目的:8386。7月31日，路南兵團第一縱隊與第四縱隊到達兗州、濟寧間，脫離險境:8386。
8月4日，中共中央軍委決定，華東野戰軍第一、三、四、八、十縱隊組成西兵團，粟裕任司令員兼政委，執行外線作戰任務；8月10日又以華野第二、七、九、十三縱隊組成東兵團，許世友任司令員，譚震林任政委，執行內線作戰任務:8393。8月21日，中共中央軍委批准華東野戰軍東兵團領導人選，許世友任司令員，譚震林任政委:8399。9月1日，中共華東局根據戰場態勢，擬定作戰計劃與部署：以許世友率第九、第十三縱隊及膠東地方武裝在膠東內地組織運動防禦；由譚震林率第二、第七縱隊和從魯南返回之獨立師、第十師，及地方武裝集結在諸城地區作戰，威脅進攻膠東之國軍側背:8404。
8月11日，陳毅、粟裕奉中共中央命令，率第六縱隊及特種兵縱隊進入魯西南，與西兵團合為外線兵團作戰，配合劉、鄧部挺進中原:8395。8月27日，中共中央軍委急電陳毅、粟裕，令即南渡黃河，統一指揮華東野戰軍外線部隊，越過隴海鐵路，向淮北前進，支援劉、鄧部隊:8402。9月5日，陳毅、粟裕及華東野戰軍司令部渡過黃河後，進至鄆城地區:8406。9月9日，華東野戰軍外線部隊於鄆城以南之沙土集，圍攻國軍整編第五十七師，全殲該師師部及其第六十旅、第一一七旅全部，生俘中將師長段霖茂、第一一七旅少將羅覺元以下官兵7,000餘名，斃傷2,000餘名:8408。
8月21日，國軍佔領益都、臨淄、張店、周村，是日打通膠濟鐵路:8399。9月1日，蔣為組織中原防禦，迅速結束山東戰事，轉兵他用，乃制定進攻膠東之「九月攻勢」計劃，由陸軍副總司令范漢傑指揮第八、九、二十五、四十五、五十四、六十四等師，共20個旅，組成膠東兵團，在海空軍配合下，企圖首先攻取平度、萊陽，然後總攻煙台，以求將山東人民解放軍壓縮於膠東半島之牛尖角加以消滅；同時另以一部南攻諸城，配合國軍由臨沂進攻日照，侵佔濱海解區，牽制位濱海之解放軍部隊；范漢傑率領之膠東兵團集中第八、九、二十五、五十四共4個整編師，由膠濟鐵路東段昌邑、高密、膠縣之線出動，開始進攻，第六十四、第四十五師尾隨:8404。9月7日，國軍第九師、第二十五師佔膠東平度；9月13日，第八師又佔領掖縣:8407。

### 陝北戰場
1947年2月28日，蔣飛抵西安，部署對進攻延安軍事；中共得到秘密情報，部署延安緊急疏散:8297。3月1日，蔣召見胡宗南，研討進攻延安計劃:8299。3月7日，胡宗南部第一軍董釗與第二十九軍劉戡部分別在宜川、洛川集中，準備進攻延安:8306。3月9日，解放軍退出延安，並成功實行撤退策略，消滅國軍約5,000名士兵。3月10日，彭德懷到南泥灣、金盆灣、臨真等地檢查前線防務，並於第二天在茶坊召開營以上幹部會議，研究阻擊國軍作戰部署:8308。3月12日，西安綏靖公署主任胡宗南到宜川、洛川召開軍事會議，部署三路進攻延安:8310。3月13日，胡宗南集中15個旅14萬人，分為右集團董釗（整編第一軍軍長）、左集團劉戡（整編第二十九軍軍長）兩部，同時自宜川、洛川一線進攻延安，並出動飛機45架轟炸延安:8311。
3月18日，蔣下令：「各師到達楊家畔以北線，如時間許可，應即編成突擊隊直襲延安，突擊成功部隊賞洋一千萬元。」:8314毛澤東、周恩來等率中共中央機關撤出延安；臨行前，毛澤東接見參加保衛延安之解放軍部領導幹部，指出：我軍打仗，不在一城一地的得失，而在消滅敵人的有生力量；要告訴同志們：「少則一年，多則二年，我們就要回來，我們要以一個延安換取全中國。」:83153月19日，西北野戰軍放棄延安:8316。3月21日，蔣致電胡宗南，稱：「延安如期收復，為黨為國雪二十一年之耻辱，得以略慰矣，吾弟苦心努力，赤誠忠勇，天自有以報之也。時閱捷報，無任欣慰。」:83173月25日，西北野戰軍在青化砭伏擊胡宗南部，殲其1個旅部及1個團近3,000人:8321。
胡宗南部於3月底曾一舉攻入中共根據地延安，但解放軍全師而退:314。而胡部大軍，反為其吸任住於陝北一帶，無法他調:314。雖然成功佔領解放軍總部延安，但在其后的运动战中多次敗給彭德怀指挥的解放軍。4月14日，國軍整編第十五師第一三五旅6000餘人在陝北瓦窰堡以南羊河馬地區，被解放軍西北野戰軍包圍後全殲，代旅長麥宗禹以下4000餘人被俘:8333。
5月2日，陝北國軍胡宗南部整編第一軍、第二十九軍9個半旅佔領綏德；當晚，西北野戰軍攻擊胡宗南部補給基地蟠龍鎮:8347。至5月4日，全殲守軍6752人，俘少將旅長李昆崗、少將副旅長涂建、少將參謀長柳屈春、少將政治部主任陳獻金，獲取大量軍用物資:8347。5月19日，彭德懷命令西進隴東、殲滅馬步芳部整編第八十二師，決定首先殲滅分散孤立之敵，然後攻佔慶陽、西峰鎮:8357。5月24日，蔣鑑於時局危急，決先安後方再圖軍事進展；並召西安綏靖公署主任胡宗南入南京詢問陝北戰局:8360-8361。6月8日，國軍進攻陝北之劉戡部先頭部隊當日進至離中共中央駐地王家灣僅一個山頭之處，毛澤東等連夜轉移，脫離險境:8369。
7月5日，西北野戰軍陝甘寧部隊收復定池、安池、鹽池:8379。7月19日，為策應陳、謝集團南進，毛澤東決定：「胡擬八月由保安向靖邊，我軍八月打榆林方面之敵，吸引胡軍增援，以利陳賡出潼、洛。」:83857月31日，中共中央軍委決定，西北野戰兵團改稱西北野戰軍，彭德懷任司令員兼政委，張宗遜、趙壽山任副司令員，習仲勳任副政委，張文舟任參謀長，徐立清任政治部主任；晉綏軍區劃歸陝甘寧晉綏聯防軍，仍由賀龍任司令員，習仲勳任政委:8391。
8月6日，西北野戰軍集中8個旅發起榆林戰役，攻擊山西、陝西、綏遠邊境要榆林:8394。8月7日，蔣飛抵延安策劃增援榆林軍事，擬定在榆林、米脂、葭縣三角地帶圍殲西北野戰軍之方案；次日返回南京:8394。8月9日，西北野戰軍基本攻佔榆林城外據點:8395。8月10日、8月12日，西北野戰軍兩次攻擊榆林城未果；胡宗南調8個旅向綏德、葭縣急進，第三十六師鍾松部避開阻援部隊，沿長城外沙漠迫近榆林:8396。8月12日，西北野戰軍撤圍榆林:8396。8月14日，援榆之國軍整編第三十六師沿咸榆公路南下，董釗、劉戡率7個旅北上綏德，企圖南北夾擊西北野戰軍:8397。8月18日，西北野戰軍撤圍榆林後，主力集結於米脂沙家店地區，是日在此包圍攻擊由榆林南下孤軍冒進之國軍整編第三十六師，至8月20日全殲該師2個旅共6,000餘人，收復3座縣城；西北野戰軍從此轉入戰略反攻:8398。8月30日，中共中央通知，中央軍委副主席兼總參謀長彭德懷任西北野戰軍司令員兼政委後，不能兼顧軍委工作，現由周恩來代理軍委總參謀長，葉劍英仍任副總參謀長:8403。
8月20日，蔣飛西安籌劃軍事:8399。8月27日，陝北國軍8個旅西安空虛、潼關告急而被迫自綏德以北南撤；沿路遭西北野戰軍阻截、追擊，至9月20日才到達延安地區:8402。9月6日，西北野戰軍收復米脂縣城，9月9日又收復葭縣，至此轉入反攻，已收復陝北之靖邊、吳旗、安定、安塞、志丹（保安）、吳堡、米脂、葭縣、府谷、固臨10座縣城:8408-8409。自此，國軍節節敗退，象徵了國軍陝北的重點進攻策略失敗。

### 東北戰場
東北方面，因自馬歇爾離華後，國內經濟情況日益惡化，戰費與物資支援不能充分供給美式國軍需要，是以影響出關國軍戰力，使其不能保持初期之堅銳:314。至於東北戰場之重點，則在通化一帶，雙方屢進屢退，互有得失:314。
1947年1月4日，東北民主聯軍南滿部隊向通化集安線反擊，迫使國軍收縮:8256。1月5日，東北民主聯軍以2個師渡松花江南下吉林作戰，採取遠途奔襲、圍城打援戰法，攻擊其塔木，調國軍出援；至1月8日，殲滅其塔木國軍大部，及援軍2個團:8257。此役迫使攻擊南滿之國軍回援；1月17日，東北民主聯軍撤回江北:8257。1月16日，集安國軍第五十二軍2個師北進，企圖打通通化集安線，至1月19日未果而返:8268。1月21日，國軍第一次對臨江進攻被迫停止，東北民主聯軍收復通化以南地區:8271。1月30日，國軍集中4個師分三路第二次進攻南滿臨江地區；2月3日，左、右兩翼各1個師出動，直指臨江門戶八道江:8275。2月8日，由於東北民主聯軍反擊，國軍第二次進攻臨江受挫，損失4,000餘人:8282。2月13日，國軍5個師分4路第三次進攻南滿臨江地區，其中2個師攻八道江，2個師攻臨江；東北民主聯軍內線阻擊，外線迂迴，加上北滿部隊二下江南，迫使國軍於10日後開始退卻:8286。
2月21日，東北民主聯軍12個師為配合南滿作戰，再次渡松花江南下，其後連佔城子街、九台、農安，2月27日開始攻擊德惠；因國軍自長春三路北援，迫近德惠，東北民主聯軍乃於3月1日停止攻擊，撤回江北:8293-8294。3月6日，杜聿明飛抵德惠，指揮國軍反突擊撤回江北之東北民主聯軍；國軍一部渡過松花江，遭到東北民主聯軍反擊:8305。
2月24日，西滿民主聯軍攻克開魯，俘獲李守信部參謀長以下1100餘人:8295。3月5日，西滿民主聯軍攻克通遼:8304。3月12日，國軍再佔通遼:8310。
3月8日，東北民主聯軍北滿部隊三下江南作戰，北進之國軍全線撤退；3月9日，東北民主聯軍圍攻靠山屯:8307。3月10日，國軍第七十一軍2個師分由德惠、農安來援；3月11日，東北民主聯軍在德惠西圍殲第七十一軍第八十八師，杜聿明幾被捉:8307。3月12日，第八十八師被全殲；3月16日，東北民主聯軍撤回江北:8307。東北民主聯軍南滿部隊在國軍進攻部隊後退時，出擊南滿各地，並於3月20日開始圍攻通化；因國軍援軍趕到，3月24日停止圍攻，第三次臨江保衛戰至此結束:8321。3月27日，國軍集中10個師10萬人第四次進攻南滿臨江地區，企圖第一步佔領輝南、金川、柳河、桓仁，第二步進攻臨江:8322。是月南滿民主聯軍以「北打南拉」方針先後攻克輝南、桓仁、汪清；國軍第二師第五團被殲:8324。
4月3日，新編第一軍軍長孫立人因與杜聿明不和被解職；東北民主聯軍打退國軍第四次對臨江之進攻，經過三下江南、四保臨江作戰，粉碎國軍在東北「南攻北守、先南後北」之戰略計劃:8327。
4月3日，關東公署成立，由中共領導，下轄大連市、旅順市、大連縣、金縣；4月27日，改名為旅大行政公署:8327。4月30日，據新華社統計，解放軍在4月份折損國軍合10個半旅，奪佔國軍駐守縣城48座:8345。
5月8日，東北民主聯軍北滿部隊南渡松花江，向四平、長春間國軍新編第一軍和第七十一軍接合部發起攻擊；雙方在長春、懷德、公主嶺、伏龍泉、農安地區激戰:8351。5月13日，東北民主聯軍夏季攻勢，在北滿、南滿、東滿、西滿、熱河發起5條戰線；5月17日佔領懷德，5月18日佔領長春機場及冀東昌黎、撫寧、遷安等地:8353。5月17日，東北民主聯軍總部發布公報稱：自5月16日晚至是日晚10時，在懷德戰役中，殲滅國軍第七十一軍第九十一及八十八2個師，新一軍第三十師及第九十團、第十七團，共1.7萬人:8355。5月19日，東北民主聯軍攻佔長春南之公主嶺:8357。5月20日，東北行轅主任熊式輝向蔣報告東北戰局，請求從速增援；蔣下令堅守長春、永吉、瀋陽，以待增援:8357。5月22日，蔣電示東北行轅主任熊式輝保衛四平街戰略；東北民主聯軍收復通化:8359。5月24日，東北民主聯軍攻佔農安並猛攻中長路要地四平街:8361。5月28日，東北民主聯軍攻克梅河口，全殲守軍第六十軍第一四師，俘獲師長陳開文以下6000餘人:8363。
6月2日，東北民主聯軍佔領開原:8366。6月8日，東北民主聯軍攻擊部隊向四平開進集結；東北民主聯軍冀熱遼軍區部隊於葉柏壽北殲滅自赤峰棄城南逃之第九十三軍暫編第二十二師一部，佔領赤峰:8369。6月9日，東北民主聯軍收復安東:8369。6月16日，東北民主聯軍一度攻佔本溪:8371。
6月11日，東北民主聯軍集中7個師攻擊四平，另以17個師打援；6月14日攻入鐵西區:8370。6月14日，東北民主聯軍總攻四平，晚上21時，第一縱隊突入四平，進行縱深戰鬥:8371。6月17日，東北民主聯軍與四平街守軍在城內激烈巷戰:8372。6月21日，東北保安司令長官杜聿明從長春、瀋陽地區急調10個師增援，以解四平之圍，其中8個師自瀋陽北上，2個師自長春南下:8373。6月22日，東北民主聯軍再度猛攻四平，國軍退守鐵東:8373。
5月30日，蔣飛臨瀋陽巡視，接見熊式輝，聽取有關東北軍事、政治、經濟等情況之報告，並指示作戰計劃:8364。6月24日，北上增援之國軍佔領昌圖:8374。6月27日，長春南下之國軍第一軍佔領公主嶺，瀋陽北上之國軍第六軍、第五十三軍佔昌圖北之泉頭:8375。8月20日，東北保安司令長官部裁撤歸併行轅事宜完成；行轅編制自8月21日起開始辦公，東北所有部隊均由行轅直接統一指揮:8399。
6月26日，林彪、羅榮桓根據敵情變化，改變堅決攻克四平之決心，決定以一部兵力佯攻四平，而以9個師迎擊由瀋陽北援之國軍右路新編第六軍；6月30日，東北民主聯軍撤離四平:8375。7月1日，東北民主聯軍夏季攻勢結束，攻勢歷時50天，殲滅國軍8.3萬人，攻佔城鎮42座，擴大解放區16萬平方公里；國軍被壓縮在中長鐵路、北寧鐵路狹長地帶之少數據點上，被迫由全面防禦轉入重點防禦:8377。東北民主聯軍攻克北票；冀東軍區部隊攻克北戴河:8378。
7月10日，毛澤東在給林彪等電報中總結一年戰事，指出，除山東外，國軍之戰略進攻在一切區域均已停止，我軍將逐步轉入攻勢；並說，第二年作戰任務，山東、太行兩區力求佔領長江以北，西北方面力求佔領甘肅、寧夏大部，北線力求佔領中長、北寧、平承、平石、平綏、同蒲各路之大部及路上除北平、天津、瀋陽以外各城，孤立北平、天津、瀋陽，如能佔領瀋陽則更好:8382。
1947年夏天，東北國軍所之遊雜部隊，再度裁汰，而被裁官兵，多為中共所牽引，因此中共實力益增:314。8月20日，東北行政委員會決定，將原牡丹江專區和合江省東安專區合併，成立牡丹江省，轄牡丹江、東安兩市及14個縣，張靜之代理省政府主席:8399。及北韓軍10餘萬人加入後，中長鐵路被截斷，長春、吉林陷於孤立:314。
是年冬，林彪攻陷長春、四平街，北寧鐵路失效，東北局勢危急:314-315。
國軍兵力明顯薄弱，由此致使林彪所部利用此時機在1947年內迅速坐大，至1948年3月已擴充至70餘萬人。

### 中原戰場
1947年1月9日，蔣電令正在鄭州之陸軍總司令顧祝同，在隴海東段與魯南，先集中主力對付陳毅一部，再肅清劉伯承部，稱此「實為堵共軍成敗之唯一關鍵」，「既定不易之方針」:8261。1月10日，國軍佔領蘇北沭陽，蔣指示徐州綏靖公署主任薛岳，繼續進擊，求於10日內結束蘇北軍事:8263。1月19日，國軍佔領新安鎮，打通隴海鐵路東段:8270。
1月27日，年前起義之民主建國軍總司令郝鵬舉通電歸順國民政府，出任第四十二集團軍總司令，防區為魯南七縣，司令部駐連雲港附近之白塔埠:8273。2月7日，由華中民主建國軍叛變後改編之第四十二集團軍在連雲港附近白塔埠地區被華東野戰軍殲滅，總司令郝鵬舉被捕:8282。
2月4日上午10時，蔣乘專機飛往鄭州「視察」，當天下午5時原機飛返南京:8280。2月12日，解放軍晉冀魯豫野戰軍結束出擊豫皖邊，共殲滅國軍1.6萬人:8285。2月15日，晉冀魯豫野戰軍先後撤出魯西曹縣、定陶等地:8288。
3月3日，陸軍總司令部移駐徐州，顧祝同統一指揮山東、河南戰事，撤銷徐州、鄭州兩個綏靖公署，另設陸軍總司令部鄭州指揮所，范漢杰任司令:8302。
3月18日，中共中央軍事委員會命令晉冀魯豫野戰軍第四縱隊和太岳軍區部隊進攻晉南禹門口和風陵渡方向，打擊進攻陝北胡宗南部側背，配合陝北解放軍作戰；晉冀魯豫野戰軍決定集中第四縱隊和太岳軍區3個獨立旅及第二、第三分區部隊共5萬餘人，在134個民兵連和6萬餘參戰群眾支援下，以優勢兵力突然進攻晉南:8315。
4月2日，晉冀魯豫野戰軍對豫北反攻之第一階段結束，先後收復黃河以北，平漢鐵路以東，東西200餘里、南北140餘里地區，原武、陽武、封丘、延津、濮陽5座縣城及據點數十處，殲敵5,400餘人:8327。4月4日，晉冀魯豫野戰軍太岳部隊反攻晉南，當即收復翼城縣:8328。5月2日，晉冀魯䂊野戰軍全殲駐守湯陰之國軍暫編第三縱隊孫殿英、王自全部萬人；司令孫殿英及部下7000餘人被俘:8347。
6月30日，在劉伯承、鄧小平率領，晉冀魯豫野戰軍主力第一、第二、第三、第六共4個縱隊12萬人，在魯西南東阿至濮縣橫寬300里之地段上，強渡黃河，揭開解放軍戰略反攻之序幕:8376。7月8日，晉冀魯豫野戰軍經二日激戰攻克鄆城，殲滅國軍整編第五十五師1萬餘人；7月10日又克定陶，殲滅守軍1個旅4,000餘人:8380。
7月16日，晉冀魯豫野戰軍發起羊山集戰役，開始圍攻國軍整編第六十六師；經反復攻擊，7月25日攻入村內:8384。7月27日，晉冀魯豫野戰軍總攻羊山集，經二日激戰，7月28日全殲國軍整編第六十六師1.4萬餘人，俘師長宋瑞珂；至此，魯西南戰役歷時28天結束，晉冀魯豫野戰軍以15個旅兵力，殲滅國軍9個半旅、5.6萬人，為進軍大別山打開通道:8390。
7月19日，中共中央軍委致電劉伯承、鄧小平等，說：「為着協助陝甘寧擊破胡宗南系統，同時協助劉、鄧經略中原，決將陳（賡）、謝（富治）縱隊使用方向改為渡河南進，首先攻佔潼（關）、洛（陽）、鄭（州）段，殲滅該區敵人，並調動胡軍相機殲滅之。爾後向豫西、陝南、鄂北進擊，創建鄂豫陝邊區根據地，作為奪取大西北之一冀。」:83857月中旬，晉冀魯豫軍區部隊自月初起發動豫北攻勢，收復縣城九座；豫皖蘇軍區部隊本月共收復縣城七座:8386。
7月23日，中共中央軍委電令劉伯承、鄧小平、陳毅、粟裕等，要求劉鄧大軍休整10天，然後以半個月行程，直出大別山:8388。8月7日，國軍8個師18個旅14萬人由荷澤、嘉祥等地向晉冀魯豫野戰軍合擊；劉伯承、鄧小平決定提前結束休整，隱蔽突然南進，進軍大別山:8394。
7月27日，中共中央軍委決定，以晉冀魯豫野戰軍第四、第九縱隊以及第三十八軍和第八縱隊1個旅，合組野戰兵團，挺進豫西，並任命陳賡為兵團前委書記、謝富治為副書記:8389。8月7日，晉冀魯豫野戰軍主力跳出合圍圈，分西、中、東三路向大別山疾進；國軍判斷為「北渡不成而南竄」，未進行重點堵擊，而是調20個旅尾追，企圖在黃泛區包圍殲滅晉冀魯豫野戰軍:8394。8月12日，晉冀魯豫野戰軍越過隴海鐵路；8月14日涉渡渦河，進入豫皖蘇解放區:8395-8396。8月14日，蔣誤判劉鄧大軍「以後路被我軍截斷，乃經由黃泛區，竄入大別山」:8396。8月17日，晉冀魯豫野戰軍越過20公里寛之黃泛區，次日又渡過沙（潁）河，全軍毁棄重武器，向汝河急進；國軍發現晉冀魯豫野戰軍南進企圖，急調整編第八十五師至汝河南岸布防，企圖與追擊部隊前後夾擊:8398。8月23日，晉冀魯豫野戰軍總部到達汝河北岸，國軍1個師前堵3個師後追，形勢嚴重，劉伯承、鄧小平親臨渡口指揮強渡；8月24日突破國軍防線，8月25日全部渡過汝河:8400。8月27日，晉冀魯豫野戰軍渡過淮河，進入大別山北麓商城、光山、息縣、淇川地區，全程歷時22天，行程千里；挺進大別山標誌人民解放軍開始全國性戰略反攻:8402。
8月12日，蘇北解放軍攻克鹽城；8月23日，國軍重佔鹽城:8396。
8月22日，陳賡、謝富治兵團8萬餘人在晉南、豫北交界處垣曲、濟源間強渡黃河，進軍豫西，配合中原作戰；至8月31日，先後攻佔豫西數座縣城，吸引尾追中原野戰軍之國軍1個師及3個旅回援，並迫使陝北胡宗南部主力南撤:8399-8400。華中解放軍陳賡部自河南西部新安、澠池、陝縣等地分道偷渡黃河，穿越伏牛山:162。8月，陳賡自孟津渡河，切斷陝西、河南聯絡後，旋向南與劉伯承、陳毅、栗裕等會合於平漢鐵路側之西平；嗣後，分別攻佔河南重鎮許昌及螺河，此後鄭州失去軍事價值，武漢亦漸感威脅:315。
9月1日，國軍以8個旅組成第五兵團，由李鐵軍指揮；以4個半旅組成陝東兵團，由謝甫三指揮，企圖東西夾擊在豫西之陳賡兵團:8404。
9月2日，陳賡、謝富治兵團第四、第三十八軍和第二十二旅等主力沿隴海鐵路西進，準備舉行靈寶戰役，留第九縱隊在洛陽東南地區阻國軍第五兵團西援，一部向伏牛山麓展開建立根據地:8405。9月9日，陳賡、謝富治兵團發起靈寶戰役，9月10日佔盧氏，9月12日佔靈寶:8409。9月上旬，晉冀魯豫野戰軍渡過黃河，越過隴海路，進軍大別山後，蔣以23個旅跟過淮河尾追，並以第八綏靖區（合肥）夏威指揮第四十六師進到六安、霍山地區；第五十八師進到固始、商城；以鄭州前線指揮所（信陽）張軫指揮第八十五師進到羅山、信陽地區，第十師、第四十師則往宣化店沿公路向黃安、麻城前進；以武漢行轅程潛指揮第六十五師，經平漢鐵路進到黃安；以第五十二師、第五十六師在信陽以南平漢鐵路和武漢外圍，分散攻擊解放區地方政權和後方機關；國防部長白崇禧則指揮其對大別山情況熟悉且戰鬥力強之桂系第七師、第四十八師沿新縣、麻城公路向南尋找解放軍主力作戰:8410。
9月8日，晉冀魯豫野戰軍挺進平原，國軍緊急布置長江防務，海軍代總司令桂永清是日飛赴九江，視察江防；蕪湖、安慶、九江、武漢各城亦加緊防務部署；自9月13日，海軍封鎖南京以上長江交通，並禁止南京江面及近郊居民在晚上9時至早上6時間活動:8408。

### 華北戰場
1947年1月20日，解放軍晉察冀野戰軍發起保南戰役；1月26日佔新樂，控制保定以南、石家莊以北之平漢鐵路:8271。1月21日，保南戰場，晉察冀野戰軍攻克望都:8271。1月24日，晉察冀野戰軍攻佔定陶:8272。1月28日，晉察冀野戰軍攻佔定縣，保南戰役至此結束，共殲滅國軍8200餘人；收復縣城三座，控制大極店至新安間鐵路100公里:8272。
1月29日，晉冀魯豫野戰軍發起汾孝戰役結束，連同上年11月之呂梁戰役，國軍在山西損失2.2萬人:8274。4月15日，晉冀魯豫野戰軍太岳部隊晉南反攻作戰第一階段結束；控制同蒲鐵路200餘里，切斷運城、臨汾間聯繫:8334。
1月31日，解放軍聶榮臻部進迫冀北保定，國軍失守豫東鹿邑，魯東解放軍逼近即墨、膠縣，威脅青島:8275。
4月9日，中共晉察冀軍部隊發動正太戰役，至5月4日，殲滅國軍3.5萬餘人；中共晉察冀和晉冀魯豫兩大區聯成一片，石家莊之國軍完全孤立:8331。4月16日晚，晉察冀野戰軍切斷正太鐵路東段，攻佔獲鹿縣；次日佔井陘煤礦區:8335。4月24日，晉察冀野戰軍攻佔冀、晉兩省咽喉娘子關:8341。4月27日，劉少奇、朱德率領中共工委到達河北阜平:8343。5月4日，正太前線晉察冀野戰軍進佔壽陽及陽泉礦區:8348。6月上旬，晉察冀野戰軍再次成立，下轄3個緃隊，楊得志任司令員:8370。6月14日，晉察冀野戰軍佔領滄州:8371。
6月12日，中共晉察冀野戰軍發動清滄戰役；至6月15日，殲滅國軍9500餘人，中共冀中和山東渤海兩大區連成一片:8370。6月25日，晉察冀野戰軍發動保北戰役，至7月6日，殲滅國軍8,000餘人:8374。8月24日，晉察冀野戰軍攻克正定:8400。
4月24日，時任河北省政府主席孫連仲、空軍副總司令王叔銘到石家莊視察:8341。是年冬，解放軍攻陷戰略要地石家莊，國民革命軍第三軍罗历戎部次於清風店被十倍之敵圍攻而覆沒，於是華北國軍無力收復，平津地區局勢開始動盪:315。
1948年1月4日，保定國軍進佔漕河車站，國共兩軍在易縣、滿城附近激戰:8482。

## 影響
1947年6月，內戰爆發一年，國軍損失正規軍78萬人，非正規軍34萬，佔領解放區城市335座；解放軍損失35.8萬人，收復城市288座:8377。7月26日，解放軍總部發表第一年戰績總結公報，解放軍共殲滅國軍正規軍78萬人、非正規軍34萬；解放區原有面積239萬平方公里，現有面積220萬平方公里；原有人口1.49億，現有人口1.31億；原有城市506座，現有城市423座:8389。9月1日，中共中央發出毛澤東起草之《解放戰爭第二年的戰略方針》，指出人民解放軍第二年作戰之基本任務為：舉行全國性的反攻，即以主力打到外線去，將戰爭引向中國國民黨區域，在外線大量殲敵；同時以一部分部隊繼續在內線作戰，收復失地:8404。此後，國軍地盤日小，兵源糧食補充，漸感困難，加以法幣價值日貶，國民經濟趨向崩潰，士氣日漸低落，而整個軍事組織之弱點，和指揮系統之凌亂，也日漸暴露:315。
相反，解放軍在此期間取得更大優勢，並且向南推進了不少。這亦有助解放軍繼續南下推進。這也使國軍改用重點防禦，導致其最終的敗局。